# Regenboogdoornsnavel
De regenboogdoornsnavel (Chalcostigma herrani) is een vogel uit de familie Trochilidae (kolibries).

## Verspreiding en leefgebied
Deze soort komt voor van Colombia tot noordelijk Peru en telt twee ondersoorten:
- C. h. tolimae: het westelijke deel van Centraal-Colombia.
- C. h. herrani: van zuidelijk Colombia tot noordelijk Peru.